# Hołodnica
Hołodnica [pronunciación en polaco: /xɔwɔdˈɲit͡sa/] es un pueblo ubicado en el distrito administrativo de Gmina Rokitno, dentro del condado de Biała Podlaska, Voivodato de Lublin, en el este de Polonia, cerca de la frontera con Bielorrusia. Se encuentra a unos 117 kilómetros al noreste de Biała Podlaska y a 112 kilómetros al noreste de la capital regional Lublin.